# Dražičky
Dražičky település Csehországban, a Tábori járásban. Dražičky Dražice, Řepeč, Malšice és Slapy településekkel határos. Lakosainak száma 171 fő (2024. január 1.).

## Népesség
A település lakosságának változását az alábbi diagram mutatja:
| Lakosok száma | 307  | 294  | 205  | 151  | 112  | 67   | 150  | 153  | 173  | 171  |
|               | 1869 | 1890 | 1921 | 1950 | 1980 | 2001 | 2017 | 2019 | 2022 | 2024 |